# Babylon (album, W.A.S.P.)
Babylon je čtrnácté studiové album americké metalové skupiny W.A.S.P., vydané 12. října 2009 vydavatelstvím Demolition Records. Album je inspirováno biblickými vizemi „Čtyři jezdci Apokalypsy“. Album obsahuje cover verzi písně Burn od Deep Purple a Promised Land od Chucka Berryho. Je to desáté album skupiny, které se neumístilo v žebříčku Billboard 200. Album se nejlépe umístilo v britském žebříčku UK Independent Albums na 19. místě.

## Seznam skladeb
Všechny skladby napsal Blackie Lawless, pokud není uvedeno jinak.
| Pořadí | Název                             | Autor                                                                 | Délka |
| ------ | --------------------------------- | --------------------------------------------------------------------- | ----- |
| 1.     | Crazy                             |                                                                       | 5:10  |
| 2.     | Live to Die Another Day           |                                                                       | 4:41  |
| 3.     | Babylon's Burning                 |                                                                       | 5:00  |
| 4.     | Burn (cover Deep Purple)          | Ritchie Blackmore, David Coverdale, Ian Paice, Jon Lord, Glenn Hughes | 4:50  |
| 5.     | Into the Fire                     |                                                                       | 5:54  |
| 6.     | Thunder Red                       |                                                                       | 4:20  |
| 7.     | Seas of Fire                      |                                                                       | 4:34  |
| 8.     | Godless                           |                                                                       | 5:43  |
| 9.     | Promised Land (cover Chuck Berry) | Chuck Berry                                                           | 3:13  |

## Obsazení
- Blackie Lawless – zpěv, rytmická kytara, klávesy
- Mike Duda – baskytara, doprovodný zpěv
- Doug Blair – sólová kytara, doprovodný zpěv
- Mike Dupke – bicí